# Smorgas
Smorgas est un groupe japonais qui mélange hip-hop et rock, autrement dit, du rapcore.
Le groupe serait actuellement séparé à la suite de l'arrestation de Kato Raimon pour détention de substance illicite.

## Membres du groupe
En 2008, le groupe était composé de :
- Aini (chanteur et leader du groupe) ;
- Kato Raimon (chanteur aussi) ;
- Chieko Ikeda (à la batterie) ;
- Coita (guitar) ;
- Kensaku Andô (à la basse).